# Claudia Biene
Claudia Biene (* 17. Dezember 1973 in Münster) ist eine deutsche Leichtathletik-Behindertensportlerin.

## Leben
Claudia Biene wurde in Münster geboren, zog dann im Alter von neun Jahren mit ihren Eltern nach Warendorf um. Schon als Jugendliche war sie sportbegeistert und sehr erfolgreich als Leichtathletin. Im Alter von 14 Jahren wurde bei ihr ein Knochentumor im linken Oberschenkel diagnostiziert, der so saß, dass eine Umkehrplastik möglich war. Dabei wird das Knie mit dem Tumor entfernt und der untere Beinanteil um 180° gedreht wieder angesetzt. Dies vermeidet Phantomschmerzen durch Erhalt der durchlaufenden Gefäße und ermöglicht eine höhere Nutzbarkeit des Beines, das nun das Fuß- als Kniegelenk nutzt. Nach einjähriger Chemotherapie hatte sie den Krebs besiegt und setzte ihre schulische Karriere fort. Nach dem Abitur 1993, studierte sie zunächst in Münster und begann später eine Ausbildung zur Logopädin in Leipzig, die sie 2001 abschloss. Seitdem arbeitet Biene, die in ihrer Freizeit sehr gerne musiziert, als Logopädin in Berlin. 2003 begann sie in Berlin ein Studium der Psychologie, 2005 ein Fernstudium der Betriebswirtschaftslehre.

## Karriere
Im Sommer 2002 wurde Claudia Biene auf die bei den Paralympics 2000 in Sydney sehr erfolgreiche Michaela Daamen aufmerksam. Ihr Beispiel motivierte sie dazu, es erneut als Leichtathletin zu probieren. Nach mehreren Gesprächen mit Trainern und einigen Tests, entschied sie sich zu einer Karriere als Behindertensportlerin im Paralympischen Sportclub Berlin. Dabei konzentrierte sie sich auf die Disziplinen Diskus- und Speerwurf sowie Weitsprung. Bereits bei ihrem ersten großen Wettkampf, den Internationalen Deutschen Meisterschaften 2003, gewann sie die Diskuskonkurrenz und belegte bei Weitsprung und Speerwurf jeweils den vierten Platz. Zudem erreichte sie bei den europäischen Meisterschaften den vierten Platz im Weitsprung.
2004 wiederholte Biene ihren Erfolg im Diskuswurf bei den Internationalen Deutschen Meisterschaften – ihr gelang mit 28,32 m ein neuer Weltrekord. Bei den Paralympics 2004 in Athen ereilte sie das Verletzungs-Pech: Sie musste den Wettkampf im Weitsprung absagen und hatte auch beim Speer- und Diskuswurf Schmerzen. Dennoch errang sie im Diskus die Silbermedaille mit 27,11 m. Bei den Landesmeisterschaften Berlin-Brandenburg gelang ihr im Diskus- und im Speerwurf die erneute Qualifikation für die Europameisterschaften.
Für den Gewinn der Silbermedaille bei den Paralympischen Spielen 2004 erhielt sie von Bundespräsident Horst Köhler am 16. März 2005 das Silberne Lorbeerblatt.
Bei den Paralympics 2008 in Peking belegte sie im Speerwurf mit 29,07 m einen siebten Platz und am gleichen Tag im Weitsprung einen achten Platz mit 2,78 m.